# Вальков, Константин Анатольевич
Константи́н Анато́льевич Валько́в (род. 11 ноября 1971 года, г. Каменск-Уральский, СССР) — российский космонавт. Преподаватель 1-го управления ЦПК.
Опыта космических полётов не имеет.

## Биография
Родился 11 ноября 1971 года в городе Каменск-Уральский Свердловской области, РСФСР. В 1989 году окончил 10 классов средней школы № 18 города Каменск-Уральский. В 1988–1989 годах проходил подготовку в Свердловском авиаклубе им. А. К. Серова. В 1989 году поступил в Харьковское высшее военное авиационное училище летчиков, в 1993 году для дальнейшего обучения был переведен в Барнаул в связи с разделом Вооруженных сил Украины и России. В июле 1994 года окончил Барнаульское ВВАУЛ им. К. А. Вершинина по специальности «Командная тактическая авиация» с дипломом лётчика-инженера.
С 2 сентября 1994 года служил старшим летчиком 976-го истребительного полка 1080-го Борисоглебского учебного авиационного центра подготовки лётного состава им. В. П. Чкалова. С 22 января 1996 года служил старшим лётчиком в 67-м бомбардировочном авиационном полку 149-й бомбардировочной авиационной дивизии 76-й воздушной армии на аэродроме Сиверский (Ленинградская область).
С ноября 2000 по июль 2001 года являлся представителем РГНИИ ЦПК в Космическом центре имени Джонсона. В июле–августе 2003 года был старшим группы во время парашютных сборов кандидатов в космонавты в Тамбовской области. В мае 2004 года был старшим группы во время специальной парашютной подготовкой кандидатов в космонавты набора 2003 года на базе 41-го отдельного вертолетного Бердского полка 41-й армии (Новосибирская область). В сентябре 2004 года был вновь назначен представителем РГНИИ ЦПК в Центре Джонсона. С 1 августа 2009 года был переведён из ликвидированного отряда РГНИИ ЦПК в отряд ФГБУ ЦПК.
С 2010 года являлся командиром группы космонавтов отряда ФГБУ ЦПК.

## Космическая подготовка
28 июля 1997 года был рекомендован к зачислению в отряд космонавтов РГНИИ ЦПК. 26 декабря 1997 года зачислен кандидатом в космонавты-испытатели в отряд космонавтов РГНИИ ЦПК. С 16 января 1998 по 26 ноября 1999 года проходил общекосмическую подготовку. 1 декабря 1999 года решением Межведомственной квалификационной комиссии ему была присвоена квалификация космонавта-испытателя. С 5 января 2000 года проходил подготовку по программе полетов на МКС в составе группы космонавтов. В июле 2004 года принимал участие в тренировках по выживанию в экстремальных ситуациях на космодроме Байконур. На заседании ГМК 19 ноября 2009 года был допущен к спецподготовке.
В январе 2010 года появились сообщения о его назначении в дублирующий экипаж 29-й экспедиции на МКС в сентябре 2011 года. 16 января 2010 года появились сообщения о назначении в основной экипаж экспедиции МКС-31/32 в марте 2012 года. 8 июля 2010 года это назначение было официально подтверждено НАСА в пресс-релизе 10-161. В период с 20 января по 2 февраля 2010 года в составе условного экипажа вместе с Дмитрием Кондратьевым и испытателем 32-го отдела ЦПК В. Коршуновым участвовал в двухсуточных тренировках на умение выживать в безлюдной местности в случае аварийной посадки спускаемого аппарата.
На заседании Межведомственной комиссии по отбору космонавтов и их назначению в составы пилотируемых кораблей и станций 26 апреля 2010 года был аттестован в качестве космонавта отряда ФГБУ «НИИ ЦПК имени Ю. А. Гагарина». Весной 2011 года выведен из состава дублирующего экипажа корабля «Союз ТМА-22» (№ 232) и основного экипажа корабля «Союз ТМА-04М» (№ 704) по антропометрическим ограничениям и заменён Сергеем Ревиным.
Приказом министра обороны РФ полковник Константин Вальков 6 июля 2012 года был уволен из Вооруженных сил в запас и освобожден от должности космонавта-испытателя. Приказом начальника ЦПК 9 июля 2012 года был назначен на должность старшего преподавателя 1-го управления ЦПК.

## Классность
Военный летчик 3-го класса (1998 год). Освоил самолёты Як-52, Л-39, Су-24М. Налёт более 500 час. Совершил более 600 прыжков с парашютом. Инструктор парашютно-десантной подготовки. Офицер-водолаз, дайвмастер PADI. Имеет второй разряд по стрельбе из мелкокалиберной винтовки, 3-й разряд по шахматам.

## Воинские звания
- Лейтенант (25.06.1994);
- Старший лейтенант (27.06.1995);
- Капитан (30.06.1997);
- Майор (27.06.2000);
- Подполковник;
- Полковник (27.11.2009).